# 吳淮
吳淮（1490年—？年），字宗海，南直隶鎮江府丹徒縣人，明朝政治人物。

## 生平
治《易經》，正德十四年（1519年）由國子生中式己卯科應天府鄉試第二名舉人，嘉靖二年（1523年）登癸未科第二甲第九十三名進士。授户部主事，六年九月选授江西道监察御史，弹劾兵部尚书王時中，八年出任黄州府知府，治行第一，在任三年，积粮储十余萬，赈济荒年，活人无数。

## 家族
曾祖吴璄。祖父吴義，義官。父吴鎮。母周氏。严侍下。行三，兄瀾、弟沐、瀹、濂。